# Mount Dixey
Mount Dixey är ett berg i Antarktis. Det ligger i Västantarktis. Argentina, Chile och Storbritannien gör anspråk på området. Toppen på Mount Dixey är 1 250 meter över havet, eller 883 meter över den omgivande terrängen. Bredden vid basen är 4,1 km.
Terrängen runt Mount Dixey är huvudsakligen kuperad, men den allra närmaste omgivningen är platt. Trakten är obefolkad. Det finns inga samhällen i närheten.